# 関東レディースオープン
関東レディースオープンは、日本プロポケットビリヤード連盟(JPBA)の東日本支部が主管して行っているポケットビリヤードの女子大会。グレードは女子G3に分類される。2011年から全国ポイント対象となった。

## 歴代成績
| 開催年 | 決勝日   | 会場             | 優勝者       | 準優勝者     | 3位タイ                      |
| ------ | -------- | ---------------- | ------------ | ------------ | ---------------------------- |
| 2004   | 6月27日  | ビリヤードCUE    | 梶谷景美     | 小出静香アマ | 野間多美子、品田真紀         |
| 2005   | 7月3日   | ビリヤードCUE    | 明石美香アマ | 高橋直子アマ | 和田加奈子アマ、宗田三佳     |
| 2006   | 10月1日  | ビリヤードCUE    | 井上直美     | 務川広海アマ | 佐原弘子アマ、能丸由加里アマ |
| 2007   | 11月11日 | ビリヤードCUE    | 光岡純子     | 野間多美子   | 浜西由希子、高木まき子       |
| 2008   | 9月7日   | ビリヤードCUE    | 野内麻聖美   | 高橋有美子   | 並木咲子、池田真希           |
| 2009   | 9月3日   | ビリヤードCUE    | 梶谷景美     | 渡辺哉子     | 池田真希、佐原弘子アマ       |
| 2010   | 9月5日   | ビリヤードCUE    | 工藤孝代アマ | 梶谷景美     | 木村真紀、高橋有美子         |
| 2011   | 9月4日   | バグース六本木店 | 梶谷景美     | 李佳         | 木村真紀、曽根恭子           |
| 2012   | 9月2日   | バグース六本木店 | 夕川景子     | 藤原和子     | 梶谷景美、小西さみあアマ     |
| 2013   | 8月25日  | バグース六本木店 | 野内麻聖美   | 梶谷景美     | 曽根恭子、河原千尋           |
| 2014   | 9月7日   | バグース六本木店 | 河原千尋     | 梶谷景美     | 李佳、夕川景子               |
| 2015   | 6月21日  | バグース六本木店 | 曽根恭子     | 河原千尋     | 梶谷景美、久保田知子         |
| 2016   | 7月3日   | バグース六本木店 | 平口結貴     | 藤田知枝     | 夕川景子、藤井寛美           |
| 2017   | 6月25日  | バグース六本木店 | 河原千尋     | 藤井寛美     | 小西さみあアマ、和泉早衣子   |